# بيلي آرون براون
بيلي آرون براون (بالإنجليزية: Billy Aaron Brown)‏ مواليد 28 يوليو 1981 في آيوا، الولايات المتحدة، هو ممثل أمريكي بدأ مسيرته الفنية سنة 2000.

## الأعمال
- جيبرز كريبرز 2
- عطلة في الشمس
- خداع
- 8 قواعد بسيطة
- بوسطن العامة
- ممسوس بملاك
- إن سي آي إس
- شبح هامس

## روابط خارجية
- بيلي آرون براون على موقع IMDb (الإنجليزية)
- بيلي آرون براون على موقع قاعدة بيانات الفيلم (الإنجليزية)